# Мюнхенский городской музей
Мюнхенский городской музей (нем. Münchner Stadtmuseum) — один из основных музеев Мюнхена, основанный в 1888 году Эрнстом фон Детушем и располагающийся в здании бывшего арсенала и конюшен, построенных в конце позднего готического периода.
Постоянные выставки музея:
- История и культуры Мюнхена от его основания до наших дней
- Национал-социализм в Мюнхене
- Коллекция музыкальных инструментов
- Коллекция кукол и история местного кукольного театра
- Коллекция фотографий
- Музей истории кино